# UB-58号潜艇
陛下之UB-58号艇是德意志帝国海军于第一次世界大战期间建造的其中一艘UB-III型近岸潜艇或称U艇。它由不来梅的威悉船厂承建，于1917年7月5日新船下水，至同年8月10日交付使用。其全长55.85米，水面及水下排水量分别为516吨和646吨，艇载武器则包括五具500毫米鱼雷发射管以及一门88毫米口径甲板炮。
UB-58号的整个服役生涯都是在驻泽布吕赫的佛兰德区舰队度过，并参与了大西洋潜艇战。在六次巡逻期间，该艇累计击沉了8艘协约国或中立国商船，容积总吨为8198吨。1918年3月10日，UB-58号在穿越多佛尔屏障时触雷沉没，艇内35名官兵全数阵亡。

## 设计
UB-58号是不来梅威悉船厂承建的UB-III型首批次（UB-54至UB-59号）的五号艇，由德意志帝国海军潜艇监察局于1916年5月20日向订购，同年9月13日动工，至1917年7月5日下水。其全长55.85米，舷宽5.8米。艇体采用双壳体结构，水面及水下排水量分别为516吨和646吨，浮起时的吃水深度为3.72米。由于无需像UC-II型艇那样提供水雷布设装置，设计工程师对潜艇舷弧进行了优化，增大了司令塔体积，配备两具潜望镜，司令塔与控制室之间增加一道水密舱壁。这些改进显著提高了潜艇的水下机动性和生存力。为了达到更高的航速，UB-58号采用两台科尔庭六缸四冲程530匹公制馬力（390千瓦特）柴油机用于水面运行，以及两台394匹公制馬力（290千瓦特）的西门子-舒克特电动发电机用于水下航行；水面最高航速13.4節（24.8每小時），水下7.8節（14.4每小時）；能够在水面以6節（11每小時）航速续航9,020海里（16,710），或以4節（7.4每小時）连续在水下航行55海里（102）而无需充电。
UB-58号的主武器为五具500毫米艇艏鱼雷发射管，其中艇艏四具采用层叠式布局分居两侧、艇艉一具，并可搭载合共10枚G6型鱼雷。辅助武器则是一门88毫米30倍径速射炮。其标准船员编制为3名军官加31名水兵。

## 服役历史
1917年8月10日，UB-58号正式入役，随即展开海试。其首任艇长是曾先后执掌UB-2、UB-17、UB-39、UC-70和UC-17号的经验丰富的指挥官——海军上尉维尔纳·菲尔布林格。完成海试后，该艇独力驶往比利时，于10月15日加入驻泽布吕赫的佛兰德区舰队。在佛兰德服役期间，UB-58号曾参与大西洋潜艇战，并执行过六次巡逻，合共8艘协约国或中立国商船，容积总吨为8198吨。1918年3月10日，UB-58号在穿越多佛尔屏障时触雷，最终在51°00′N 01°19′E / 51.000°N 1.317°E处沉没，艇内35名官兵全数阵亡。近年来，潜水员已经找到了沉船的位置——这实际上是在1918年发现的，但当时未能确定身份，甚至一度被误认为是UB-54或UB-108号的沉没地点。

## 袭击历史摘要
| 日期           | 船名          | 船籍 | 吨位 | 结局 |
| -------------- | ------------- | ---- | ---- | ---- |
| 1917年10月13日 | 贝特尔号      | 挪威 | 257  | 击沉 |
| 1917年10月13日 | 埃斯梅拉达号  | 瑞典 | 830  | 击沉 |
| 1917年11月19日 | 明妮·科尔斯号 | 英国 | 116  | 击沉 |
| 1917年12月19日 | 圣安德烈号    | 法國 | 2457 | 击沉 |
| 1917年12月22日 | 卡梅隆氏族号  | 英国 | 3595 | 击沉 |
| 1917年12月22日 | 斯塔尔特号    | 挪威 | 728  | 击沉 |
| 1918年1月26日  | 路易·贝尔号   | 英国 | 118  | 击沉 |
| 1918年1月28日  | W·H·L号       | 英国 | 97   | 击沉 |

## 脚注
1. ↑  Rössler，第65頁.
2. 1 2 3  Helgason, Guðmundur. . German and Austrian U-boats of World War I - Kaiserliche Marine - Uboat.net.   [2014-07-26].
3. 1 2 3 4  Gröner 1991，第25-30頁.
4. 1 2  Helgason, Guðmundur. . German and Austrian U-boats of World War I - Kaiserliche Marine - Uboat.net.   [2015-02-03].
5. ↑  Helgason, Guðmundur. . German and Austrian U-boats of World War I - Kaiserliche Marine - Uboat.net.   [2015-02-03].
6. ↑  陈进，第239頁.
7. 1 2  Helgason, Guðmundur. . German and Austrian U-boats of World War I - Kaiserliche Marine - Uboat.net.   [2015-02-03].